# Troblje
Troblje – wieś w Słowenii, w gminie miejskiej Slovenj Gradec. W 2018 roku liczyła 326 mieszkańców. 